# Deutsche Gesellschaft für Kinder- und Jugendmedizin
Die Deutsche Gesellschaft für Kinder- und Jugendmedizin e. V. (DGKJ) ist eine 
deutsche wissenschaftliche Fachgesellschaft für Kinder- und Jugendmedizin. Sie ist Mitglied der Arbeitsgemeinschaft der Wissenschaftlichen Medizinischen Fachgesellschaften (AWMF) und in der Deutschen Allianz Nichtübertragbare Krankheiten.
Ziel ist die Förderung von wissenschaftlichen und fachlichen Belangen der Kinder- und Jugendmedizin und die optimale ambulante und stationäre medizinische Versorgung der Kinder und Jugendlichen in Deutschland.
Der Verein wurde 1883 unter dem Namen „Gesellschaft für Kinderheilkunde“ gegründet.  Sitz der Gesellschaft ist Berlin.

## Kommissionen
Es gibt verschiedene Kommissionen im Verein, die sich wissenschaftlich mit bestimmten Themen auseinandersetzen. Diese sind u. a.:
- Ernährungskommission
- Historische Kommission
- Kommission für Arzneimittelsicherheit im Kindesalter
- Kommission für Hochschulfragen
- Kommission für Leitlinien
- Screening-Kommission

## Publikationen und Arbeit
Publikationsorgan des Vereins ist die Zeitschrift Monatsschrift Kinderheilkunde. Es werden Stellungnahmen und Empfehlungen sowie Leitlinien zu Themen der Kinder- und Jugendmedizin herausgegeben. Des Weiteren engagiert sich die DGKJ in den Bereichen Fort-, Aus- und Weiterbildung und veranstaltet neben Tagungen und Kongressen regelmäßig Repetitorien und Kurse für angehende Ärzte für Kinder- und Jugendmedizin. Es werden mehrere Preise für wissenschaftliche Arbeiten auf dem Gebiet der Kinder- und Jugendmedizin vergeben.